# Franciszek Zirano
Franciszek Zirano (właśc. Francesco Zirano) (ur. 1564 w Sassari na Sardynii, zm. 25 stycznia 1603 w Algierze) – sardyński męczennik i franciszkanin konwentualny. Błogosławiony Kościoła katolickiego.

## Życiorys
Franciszek Zirano urodził się w 1564 roku w Sassari, miejscowości położonej na Sardynii. Pochodził z chłopskiej, głęboko wierzącej, katolickiej rodziny. Miał troje rodzeństwa; dwie siostry i brata. Jego ojciec zmarł młodo – prawdopodobnie w 1582 roku w czasie epidemii dżumy, która pochłonęła wiele ofiar w Sassari. Matka – Margherita – zmarła w 1598 roku. W jego rodzinie istniał głęboko zakorzeniony kult męczenników, a z Sassari regularnie wyruszały pielgrzymki do sanktuarium św. Gawina w Porto Torres, mimo ryzyka związanego z częstymi atakami korsarzy. W epoce powszechnego analfabetyzmu ubogiemu Franciszkowi udało się uzyskać pewne wykształcenie u braci z klasztoru Santa Maria di Betlem w Sassari. Mając 15 lat zaczął przestrzegać reguły zakonnej. Podążając śladami swojego kuzyna ze strony matki, Franciszka Serry, wstąpił do zakonu. W wieku 22 lat został wyświęcony na kapłana przez arcybiskupa Alfonsa de Lorkę. Wypełniał różne obowiązki w społeczności wiernych związanych z kościołem, a także w służbie innym braciom. Pracował jako ekonom, zajmował się zaopatrzeniem i zarządzał zapasami ziarna należącymi do wspólnoty. Prowadził kwestę w okolicach Sassari.
W 1590 roku w czasie podróży jego kuzyn został pojmany przez tureckich korsarzy i uprowadzony do Algieru jako niewolnik. Algier był w tamtych latach jednym z najbardziej aktywnych w działalności korsarzy ośrodków islamskich. Niekiedy istniała możliwość wykupienia niewolnika. Rodziny zamożnych uprowadzonych płaciły okup za wolność swojego krewnego, wykup ubogich był organizowany przez niektóre instytucje religijne i różne bractwa poświęcone takiej pracy charytatywnej. Po ośmiu latach od tego wydarzenia, kiedy działania na odległość nie przyniosły skutku, Franciszek postanowił osobiście podjąć próbę uwolnienia krewnego. Potrzebował znacznej sumy pieniędzy na podróż i 200 skudów na wykupienie kuzyna. Na Sardynii jedynie bracia Mercedariusze mogli kwestować na rzecz uwolnienia chrześcijańskich niewolników z rąk muzułmańskich. 19 marca 1599 roku papież Klemens VIII udzielił Franciszkowi trzyletniej zgody na kwestowanie na ten cel. Licencja papieska zawiera także krótki opis Franciszka jako skromnego zakonnika w wieku około 33 lat, o niskim wzroście, czarnych oczach i kasztanowej brodzie. Franciszek zbierał ofiary przemierzając całą wyspę i udzielając wsparcia rodzinom innych uprowadzonych oraz modląc się w intencji ich uwolnienia.
Wiosną 1602 roku, po zebraniu funduszy na swoje przedsięwzięcie, wyruszył do Algieru. Nie mógł udać się bezpośrednio do Afryki, dlatego zatrzymał się w Hiszpanii. Król Filip III zaoferował mu podróż na statku, na którym wypływał do Algieru pochodzący z Majorki brat Matteo de Aguirre. Brat Matteo sam był niewolnikiem w Algierze, znał język i sytuację polityczną regionu. Powierzono mu misję polityczną, o której Franciszek prawdopodobnie nie wiedział. Hiszpania była zaangażowana w konflikt pomiędzy Algierem a królem Cuco (Amar ben Amar), popierając tego ostatniego w walce przeciwko Turkom.
Franciszek przybył do Afryki 28 lipca 1602 roku. Okoliczności nie sprzyjały jego misji. W Algierze przybyszy z Cuco uważano za wrogów lub szpiegów. Negocjacje okupów zostały zawieszone. Wiadomość o przybyciu hiszpańskiego ambasadora brata Matteo dotarła do Algieru, a podróżujący z nim ojciec Zirano został również wpisany na listę poszukiwanych. Franciszek w przebraniu kupca i w towarzystwie tłumacza opuścił Cuco 18 sierpnia i po trzech dniach dotarł do bram Algieru. Atmosfera w mieście była napięta, obawiano się ataku hiszpańskich okrętów, znajdujących się niedaleko Ibizy. Wydano obwieszczenie ograniczające wolność chrześcijan. Franciszek znalazł się w trudnej sytuacji, gdyż przy aresztowanym renegacie z Cuco znaleziono listy brata Matteo do Franciszka i innych chrześcijan. Przezornie pozostał z dala od miasta. Wrócił do Cuco prowadząc ze sobą czterech chrześcijan uwolnionych z gospodarstw rolnych w okolicy Algieru. Nie mogąc prowadzić dalszych działań na rzecz kuzyna został pomocnikiem brata Matteo.
Konflikt pomiędzy Cuco a Algierem nasilał się. Król Cuco odniósł zwycięstwo w bitwie z wojskiem Algierii, o którym chciał poinformować króla Hiszpanii. Franciszkowi powierzono dostarczenie listu do Filipa III. Został jednak zdradzony – prawdopodobnie w drodze do portu opuściła go eskorta mająca chronić przed zasadzkami algierskich żołnierzy i wpadł w ręce wroga. Z relacji hiszpańskiego niewolnika wiadomo, że został odarty z szat, pobity, zakuty w łańcuchy, a 6 stycznia 1603 roku wtrącono go do więzienia w Algierze. Spotkał tam innych chrześcijan, ale ponieważ omyłkowo wzięto go za brata Matteo został odizolowany i wyznaczono za niego olbrzymi okup. Dwukrotnie odwiedził go kuzyn Franciszek Sarro, który w czasie długiego pobytu w więzieniu nauczył się arabskiego. Kuzyn poinformował go, że został skazany na śmierć. 22 stycznia podjęto także próbę wysłania skazanego jako wojennego trofeum do Konstantynopola, stolicy, od której Algier był zależny. Przekazanie Franciszka miałoby być dowodem na to, że Algier kontroluje konflikt z Cuco. Próba ta jednak nie powiodła się ze względu na uporczywe żądania olbrzymiego okupu. Rada miasta wydała wyrok śmierci 24 stycznia 1603 roku świadoma uprzedniej pomyłki co do tożsamości więźnia. Uznano, że ukradł czterech niewolników i był szpiegiem. Franciszek nie wyparł się wiary. Odmówiono mu możliwości spowiedzi.
Wyrok wykonano 25 stycznia 1603 roku in odium fidei. Według relacji świadków ubrany w tunikę i z łańcuchem na szyi przeszedł główną ulicą miasta wśród krzyków i obelg ze strony mieszkańców. Modlił się głośno recytując Pieśń trzech młodzieńców w piecu ognistym. Został obdarty żywcem ze skóry, która wypchana słomą została wystawiona w bramie miasta. Chrześcijanie zebrali małe fragmenty jego ciała, aby je chronić jako relikwie. Niektóre z nich dotarły do Włoch, a według tekstu z 1605 roku na Sycylię przewieziono rękę oraz skórę ramienia męczennika. Obecnie nie wiadomo, gdzie się znajdują. Kuzyn Franciszka zdołał odzyskać wolność i pochować okaleczone ciało krewnego.

## Beatyfikacja
7 lutego 2014 roku papież Franciszek ogłosił dekret o jego męczeństwie otwierając drogę do uznania go za błogosławionego. Uroczystość odbyła się 12 października 2014 na piazza Italia w Sassari pod przewodnictwem papieskiego delegata, kardynała Angelo Amato, prefekta Kongregacji Spraw Kanonizacyjnych. Ojciec Zirano został zaproponowany jako patron i opiekun ludzi uprowadzonych, zniewolonych oraz imigrantów przekraczających pustynie i morza w poszukiwaniu wolności.

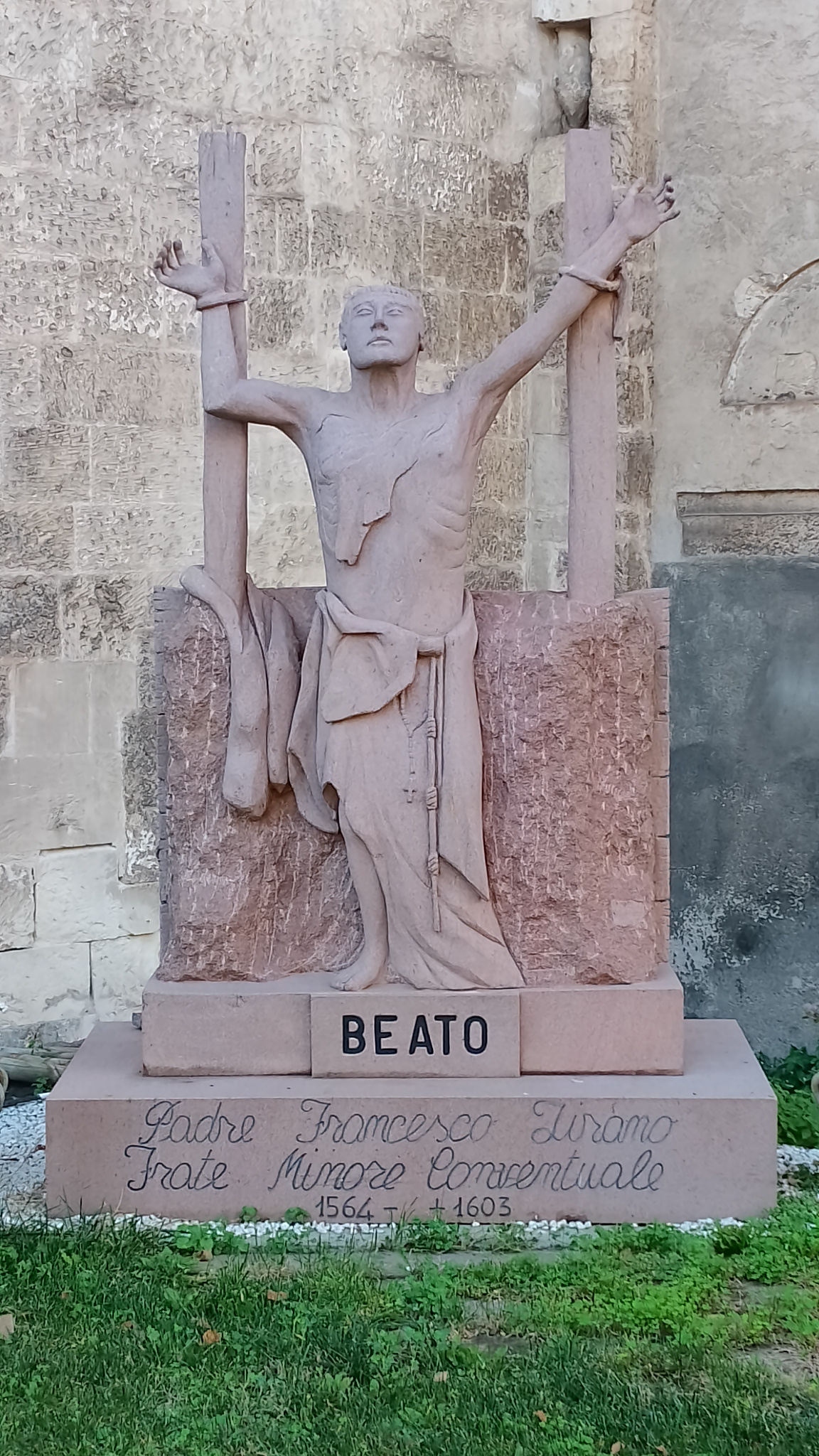

## Wspomnienie
Jego wspomnienie liturgiczne obchodzone jest 25 stycznia (dies natalis).